# Voorkeursrecht
Het voorkeursrecht of recht van voorverkoop (in België: voorkeurrecht) is een wettelijk of contractueel recht ten gunste van bepaalde privépersonen (huurders, landbouwers, mede-eigenaren van een onverdeelde boedel, enz.) of publiekrechtelijke rechtspersonen (lokale overheden, enz.) om een goed met voorrang op alle andere personen te kopen wanneer de eigenaar zijn voornemen tot verkopen kenbaar maakt. 
Het voorkeursrecht vloeit voort uit de wet of uit een overeenkomst tussen de belanghebbenden. Het is bijvoorbeeld mogelijk dat de statuten van een onderneming voorzien in een voorkeursrecht op de aandelen van de onderneming ten gunste van de vennoten of de aandeelhouders om te voorkomen dat een buitenstaander een deel van het maatschappelijk kapitaal kan kopen.